# Ettore Sottsass

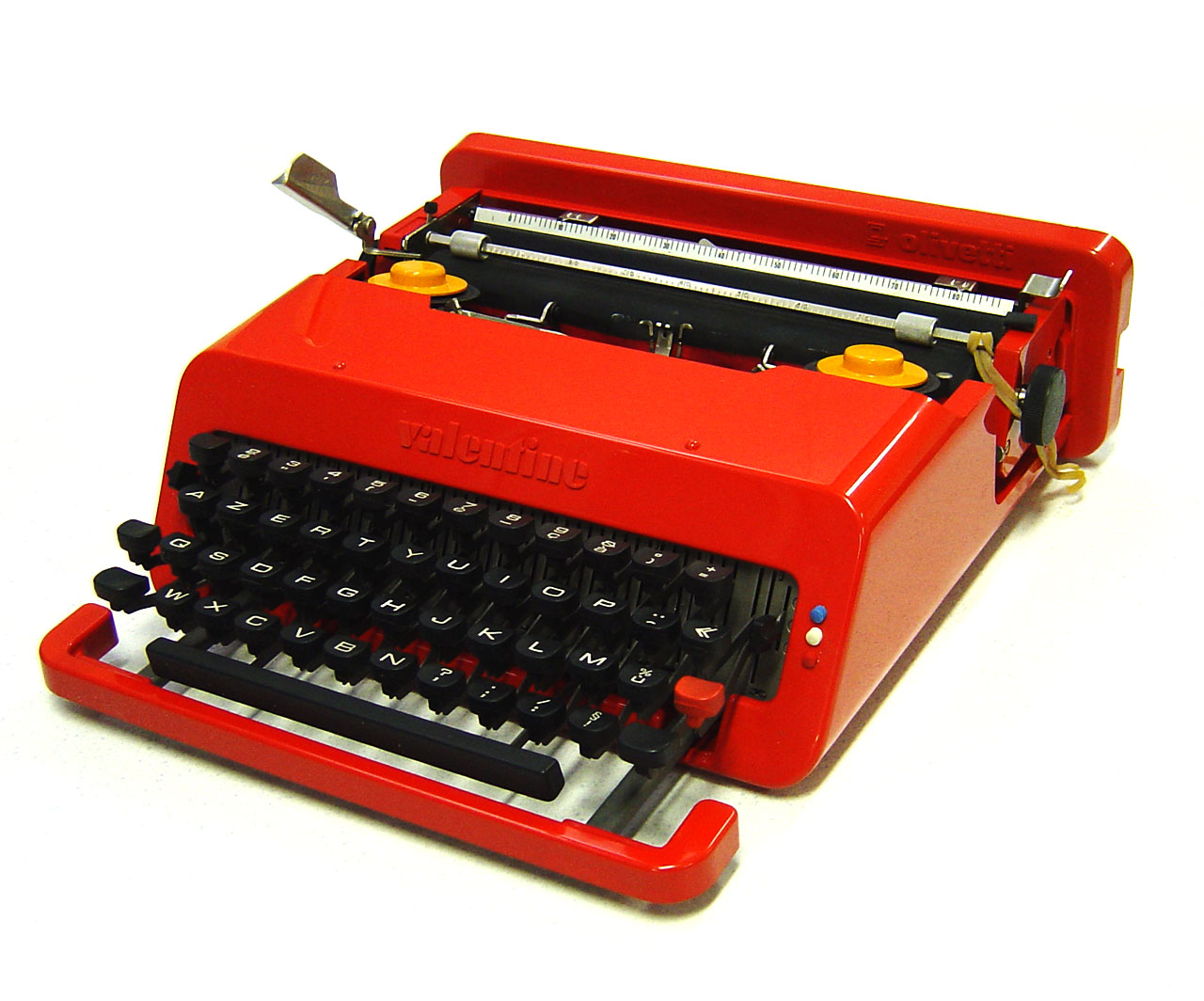
Olivetti Valentine skapades av Ettore Sottsass.

Ettore Sottsass, född 14 september 1917 i Innsbruck, död 31 december 2007 i Milano, var en italiensk arkitekt och designer.
Sottsass var under 20 år verksam som designer för Olivetti och designade produkter som reseskrivmaskinen Olivetti Valentine. Sottsass formgav vardagsföremål för Alessi och var med och grundade det italienska designkollektivet Memphisgruppen 1981. Han har utöver design varit verksam inom måleri, keramik och fotografi.

## Biografi
Sottsass föddes i Innsbruck som son till den italienska arkitekten Ettore Sottsass och österrikiskan Antonia Peitner. Han växte upp i Milano där fadern arbetade som arkitekt. År 1939 tog han sin arkitektexamen vid Turins universitet. Under andra världskriget tjänstgjorde han i den italienska armén och satt i fångläger i Jugoslavien. 1947 kom han hem till Milano och startade den egna designstudion. Under 1950-talet började han formge möbler för Poltronova. 1959 började han arbeta som konsult för Olivetti. Han kom under 1960-talet att föra kontorsmaterielen närmare popkulturen med Olivetti Valentine som ett känt exempel. 1961 genomförde Sottsass en tre månader lång resa genom Indien. 
År 1981 startade Sottsass Memphisgruppen där han tillsammans med unga designers revolterade mot de gängse designidealen, inom vad som kallades antidesignrörelsen. Sottsass har beskrivits som tongivgande för det postmoderna formspråket som vänder sig mot den strikta funktionalismens ideal som formats av bland annat Bauhaus. 1985 lämnade Sottsass Memphis för det egna Sottsass Associati som han grundat 1981. Själva gruppen upplöstes 1988.
År 2010 arrangerade Kulturhuset i Stockholm utställningen Färg och tecken 1958 om Sottsass.